# Pusha T
Terrence LeVarr Thornton (* 13. května 1977), známý pod uměleckým jménem Pusha T, je americký rapper.

## Mládí
Narodil se 13. května roku 1977 v newyorské čtvrti Bronx, rodina se však brzy přestěhovala do Virginia Beach, kde i vyrůstal. Jako teenager prodával se svým bratrem drogy. Jeho bratr byl proto vyhozen z domu. V roce 1992 se spolu začali věnovat hip hopu a založili skupinu Clipse. Jeho bratr si zvolil jako přezdívku No Malice.

## Kariéra
Proslavil se jako člen hiphopového dua Clipse z Virginie, které založil se svým starším bratrem No Malicem. Duo objevil zpěvák Pharrell Williams a v roce 2001 podepsalo smlouvu s jeho nahrávací společností Star Trak Entertainment, která je součástí Arista Records. Vydali tři studiová alba – Lord Willin' (2002), Hell Hath No Fury (2006) a Til the Casket Drops (2009), mírný komerční úspěch zaznamenaly singly „Grindin'“ a „When the Last Time“, které se umístily v žebříčku Billboard Hot 100.
Po rozpadu dua v roce 2010 se vydal na sólovou dráhu. Po práci na Westově pátém albu My Beautiful Dark Twisted Fantasy (2010) podepsal smlouvu s nahrávací společností Kanyeho Westa GOOD Music, která je součástí Def Jam Recordings. V říjnu téhož roku hostoval na Westově singlu „Runaway“, který se umístil na 12. místě žebříčku Billboard Hot 100. Dále spolupracoval na jeho písni „So Appalled“, která rovněž pochází z tohoto alba. V roce 2011 vydal dva své debutové sólové projekty – Fear of God a Fear of God II: Let Us Pray a to ještě před vydáním svého debutového studiového alba My Name Is My Name (2013). To se setkalo s kritickým i komerčním úspěchem, v žebříčku Billboard 200 se umístilo na čtvrtém místě. Následovala jeho druhá a třetí deska King Push – Darkest Before Dawn: The Prelude (2015) a Daytona (2018), které se v žebříčku umístily na dvacátém, respektive třetím místě.
V roce 2017 spolupracoval s rockovou skupinou Linkin Park na písni „Good Goodbye“ ze sedmého studiového alba kapely One More Light. S kapelou spolupracoval již v roce 2013.
Jeho čtvrté album It's Almost Dry (2022) se stalo jeho prvním albem, které debutovalo na vrcholu žebříčku Billboard 200.
Koncem roku 2015 ho West jmenoval prezidentem GOOD Music, kde zůstal jedním z hlavních umělců až do svého odchodu a rozchodu s Westem v roce 2022. V roce 2020 založil svou nahrávací společnost Heir Wave Music Group určenou pro umělce z Virginie. Během své kariéry získal pět nominací na cenu Grammy.

## Osobní život
Dne 11. června 2020 se mu narodilo první dítě, Nigel Brixx Thornton. Jméno dítěte vyvolalo na internetu bouřlivé reakce, protože „Brixx“ je zřejmě slangový výraz pro kokain, o kterém často rapuje.
V listopadu 2021 mu zemřela matka a o čtyři měsíce později i jeho otec.

## Diskografie

### Studiová alba
- My Name Is My Name (2013)
- King Push – Darkest Before Dawn: The Prelude (2015)
- Daytona (2018)
- It's Almost Dry (2022)

## Ocenění a nominace
| Rok  | Kandidát / dílo   | Ocenění                          | Výsledek |
| ---- | ----------------- | -------------------------------- | -------- |
| 2003 | "Like I Love You" | Nejlepší spolupráce rapu a zpěvu | Nominace |
| 2013 | "Mercy"           | Nejlepší rapový song             | Nominace |
| 2019 | Daytona           | Nejlepší rapový výkon            | Nominace |
| 2023 | It's Almost Dry   | Nejlepší rapové album            | Nominace |